# Parafia św. Linusa w Pielasie
Parafia św. Linusa w Pielasie – rzymskokatolicka parafia znajdująca się w diecezji grodzieńskiej, w dekanacie Raduń, na Białorusi.

## Historia
Pierwszy kościół w Pielasie powstał w 1553. Istniała wówczas przy nim parafia. Parafia i świątynia zanikły w XVII w., być może w czasie potopu szwedzkiego lub po nim. Później we wsi miała funkcjonować kaplica parafii św. Franciszki Rzymianki w Wawiórce.
Odrodzenie się parafii nastąpiło w 1917. Powstał tu wówczas drewniany kościół pod obecnym wezwaniem. W 1935 wzniesiono obecną, murowaną świątynię fundacji ks. Budreckisa, którą konsekrował 23 września 1935 ks. prałat Bieliauskas. W latach międzywojennych parafia leżała w archidiecezji wileńskiej, w dekanacie Raduń. Przed II wojną światową liczyła ponad 2000 wiernych. Proboszcz był narodowości litewskiej, a sama Pielasa wówczas i obecnie jest ważnym ośrodkiem mniejszości litewskiej.
W 1956 władze komunistyczne znacjonalizowały świątynię i zamieniły ją na magazyn zboża. W 1989 budynek zwrócono wiernym, po czym został poddany renowacji. 23 września 1989 wyremontowany kościół poświęcił arcybiskup wileński Julijonas Steponavičius.